# 市町村の合併の特例に関する法律
市町村の合併の特例に関する法律（しちょうそんのがっぺいのとくれいにかんするほうりつ、平成16年5月26日法律第59号）は、市町村合併に関する特例に関する日本の法律で、地方自治法に対する特例法である。通称合併特例法。施行時の法律名は市町村の合併の特例等に関する法律であったが、2010年（平成22年）4月1日に現行のものに改正された。
かつての市町村の合併の特例に関する法律（昭和40年法律第6号、旧・合併特例法）は、2005年（平成17年）3月31日に失効している。

## 概要
市町村の廃置分合については地方自治法第7条にその根拠が置かれているが、本法は市町村の合併について、種々の法律（地方自治法、地方税法、公職選挙法など）の特例を定めるものである。
旧・合併特例法は1999年（平成11年）に公布された地方分権の推進を図るための関係法律の整備等に関する法律（地方分権一括法）により改正され、以後政府による市町村合併が推進されてきた（平成の大合併）。本法は、第27次地方制度調査会の答申に基づき、旧・合併特例法の失効後も引き続き合併を促進することを目的に策定されたものである。旧・合併特例法との比較から「合併新法」などとも通称される。
成立時の内容としては、旧・合併特例法の目玉であった合併特例債を廃止する一方、いわゆる「3万市特例」や地方税の不均一課税・議員の在任特例といった合併に係る障害の除去に関する措置は存置された。また、新たに合併特例区の制度が設けられたほか、都道府県に「市町村の合併推進に関する構想」を策定するよう義務づけるといった合併推進策が盛り込まれていた。
2005年（平成17年）の施行以来、旧・合併特例法に代わって本法により引き続き合併が推進されてきたが、第29次地方制度調査会が合併推進運動の終了を答申したことなどを受け、2010年（平成22年）に大幅な改正が行われた。法の期限が10年間延長されたほか、上段の内容のうち「3万市特例」及び国・都道府県による合併推進に関する規定が削除され、法の目的も「合併の推進」から「合併の円滑化」に改められた。また、法律の題名も改正され、従来の「市町村の合併の特例等に関する法律」から「市町村の合併の特例に関する法律」に改正された。

## 沿革
- 1965年（昭和40年）3月29日 - 市町村の合併の特例に関する法律（昭和40年法律第6号、旧・合併特例法）公布・施行
- 1995年（平成7年）4月1日 - 改正・合併特例法が施行（10年間の延長、住民発議制度の創設等）
- 2000年（平成12年）4月1日 - 地方分権一括法（合併特例法の改正を含む）が施行（合併算定替の期間延長（15年間まで）、合併特例債（地方債）の新設）
- 2005年（平成17年）
  - 3月31日 - 「市町村の合併の特例に関する法律」（旧・合併特例法）が失効
  - 4月1日 - 「市町村の合併の特例等に関する法律」（新・合併特例法）施行
- 2010年（平成22年）
  - 4月1日 - 新・合併特例法の改正法が施行（「市町村の合併の特例に関する法律」に題名変更）

## 内容

### 総則
- 合併協議会の設置
- 合併協議会設置の直接請求・住民投票
- 合併市町村基本計画の作成

### 合併障害の除去
- 地方税の不均一課税、議員の在任特例（旧・合併特例法の規定の存置）。
- 合併算定替 - 合併後の市町村の状態で算定した地方交付税額が合併前の市町村それぞれ別々に存在するものとみなして算定した交付税額の合算額を下回らないように算定する特例（旧・合併特例法に比べ期間は短縮）。

### 合併特例区
- 合併後5年以内に限り、旧市町村域をもって合併特例区を設置することができる（法人格を有する特別地方公共団体）。合併特例区には区長・合併特例区協議会（非公選）を置く。課税権と起債権は有さないが、住所の表示にはその名称を冠する。

## 2010年（平成22年）改正で廃止された内容

### 合併推進のための方策
- 総務大臣は、合併推進のための基本指針を策定する。
- 都道府県は基本指針に基づき、市町村合併推進審議会の意見を聴いて、市町村の合併推進に関する構想を策定する。
- 都道府県は上記構想に基づき、市町村合併調整委員による合併協議会に係るあっせん・調停や、合併協議会設置の勧告などを行うことができる。

### 3万市特例
- 通常は、町村が市に移行するにあたっては人口要件（5万人以上）その他の要件が求められているが、合併時に限り、人口3万人という要件さえ満たせば市となることができる（旧・合併特例法からの存置）。

## 在任特例の影響
本法の在任特例により、合併する市町村の協議により、新設合併の場合は合併前の市町村の議員全員が合併後2年以内の期間引き続き在任すること、編入合併の場合は編入される市町村の議員が編入する市町村の議員の残任期間に合わせて引き続き在任することが可能とされた。
2006年3月に3町が合併した秋田県三種町では、最初の町長選挙を2006年4月に実施し、町長と議会の両方が不在になるのを避けるため議員任期を在任特例により2006年6月30日まで延期した。しかし、2010年から町長選と町議選が5月中旬の同日に実施され、町議選で落選しても法定任期は選挙後1か月半近く残る状態となり、当選した新人は直後の6月の定例会には参加できず9月の定例会からとなる珍現象が生じるようになった。三種町議会では自主解散によってこの状態を解消する決議案も出されたが反対意見もあり2017年6月に否決されている。